# Peter Brown (historiador)
Peter Robert Lamont Brown  (Dublín, 26 de julio de 1935) es un profesor irlandés e historiador de la Antigüedad tardía de resonancia internacional.

## Vida
El historiador Peter Brown nació en Dublín, donde estudió inicialmente, en el seno de una familia protestante. Fue educado en la Escuela Shrewsbury y en el New College, Oxford. Fue fellow del All Souls College, en la Universidad de Oxford, donde realizó sus estudios de licenciatura bajo la dirección del gran historiador de la Antigüedad Arnaldo Momigliano.
Peter Brown enseñó en Oxford, en la Universidad de Londres, y en dos universidades estadounidenses: Universidad de California en Berkeley, y la Universidad de Princeton. En 1982, Peter Brown fue nominado por la MacArthur Fellow. En 2001, fue premiado por la Fundación Andrew W. Mellon, como reconocimiento por su trabajo sobre humanidades. En 2008 ganó, junto con la historiadora india Romila Thapar, el gran Premio Kluge por sus estudios de humanidades.

## Obras
Peter Brown, que maneja unas quince lenguas, elaboró una muy notable biografía, a los 32 años, sobre Agustín de Hipona, que tiene todavía gran prestigio. Tras redactar luego una gran cantidad de escritos, se le considera hoy uno de los más sobresalientes historiadores de la Antigüedad tardía. Brown ha estudiado, además, muy originalmente el problema del culto a los santos. Inicialmente fue muy influido por los franceses de la Escuela de Annales, y sobre todo por Fernand Braudel, dada su unión de la antropología y la sociología, y también por una vasta mirada temporal, que apreció Michel Foucault. 
En The World of Late Antiquity, de 1971, hizo una nueva interpretación del período comprendido entre los siglos III y VII. Tradicionalmente se hablaba del peso de la idea de decadencia, tras la época dorada de la gran Roma que la había precedido (sobre todo en el siglo II): esto es, se seguían las viejas tesis de Edward Gibbon, en su famosa The History Of The Decline And Fall Of The Roman Empire, que se remonta a 1779. Pero Brown propone ver desde otro punto de vista todo el período, mostrando el conjunto de grandes innovaciones culturales que hubo por entonces. Esa investigación suya ha continuado por muy diversas líneas, convergentes hacia una fecunda reconsideración de las bases de la Alta Edad Media.
Los libros más recientes son El ojo de una aguja, impresionante trabajo sobre la captación de dinero en la Alta Edad Media por la Iglesia, y The Ransom of the Soul: Afterlife and Wealth in Early Western Christianity (2015). Ambos han sido traducidos al francés en 2016; y el segundo, al castellano: Por el ojo de una aguja, en ese año.

## Libros
- Augustine of Hippo: A Biography (1967). Tr.: Agustín de Hipona, Acento, 2001, edición aumentada.
- The World of Late Antiquity: AD 150–750 (1971). Tr.: El mundo de la Antigüedad tardía, Taurus, 1991.
- The Making of Late Antiquity (1978).
- The Cult of the Saints: Its Rise and Function in Latin Christianity (1981).
- Society & the Holy in Late Antiquity (1982).
- Poverty and Leadership in the Later Roman Empire (1982 y 2002).
- The Body and Society: Men, Women, and Sexual Renunciation in Early Christianity (1988). Tr.: El cuerpo y la sociedad, Aleph, 1993.
- Power and Persuasion: Towards a Christian Empire (1992).
- "La antigüedad tardía", en Ph. Ariès y G. Duby, Historia de la vida privada, Taurus, 1991, tomo I.
- Authority and the Sacred: Aspects of the Christianisation of the Roman World (1995).
- The Rise of Western Christendom, 1996; tr.: El primer milenio de la cristiandad, Crítica, 1997, volumen de la "Historia de Europa", dirigida por Le Goff.
- caps. 21 y 22 The Cambridge Ancient History, Vol. XIII, The Late Empire (1998).
- Through the Eye of a Needle: Wealth, the Fall of Rome, and the Making of Christianity in the West, 350–550 AD, 2012 (trad.: Por el ojo de una aguja: la riqueza, la caída de Roma y la construcción del cristianismo en Occidente (350-550), vol. 337 de El Acantilado, 2016).
- The Ransom of the Soul: Afterlife and Wealth in Early Western Christianity (2015).